# 102a Divisió Motoritzada «Trento»
La 102a Divisió Motoritzada «Trento» (italià: 102a Divisione motorizzata "Trento") va ser una divisió d'infanteria motoritzada del Regio Esercito italià durant la Segona Guerra Mundial. La divisió es va formar l'any 1935 i va rebre el nom de la ciutat de Trento, on es van basar els seus regiments d'infanteria i artilleria. La Trento va servir a la Campanya del Desert Occidental i va ser destruïda a la Segona Batalla d'El Alamein el novembre de 1942.

## Història
El llinatge de la divisió comença amb la Brigada "Sicília" establerta a Nàpols el 16 d'abril de 1861 amb els regiments d'infanteria 61 i 62

### Primera Guerra Mundial
La brigada va lluitar al front italià a la Primera Guerra Mundial i es va dissoldre després de la guerra l'octubre de 1920. El 15 d'octubre de 1926 la brigada va ser dissolta i els seus dos regiments destinats a la VIII Brigada d'Infanteria, que ja incloïa el 65è Regiment d'Infanteria "Valtellina". La brigada era el component d'infanteria de la 8a Divisió Territorial de Piacenza, que també incloïa el 21è Regiment d'Artilleria de Camp.

### Formació
La divisió es va aixecar com a 1a Divisió Motoritzada «Trento» el 15 de juliol de 1935 a la ciutat de Trento i estava formada inicialment pel 115è Regiment d'Infanteria «Treviso», el 116è Regiment d'Infanteria «Treviso» i el reformat 46è Regiment d'Artilleria, que havia servit durant la Primera Guerra Mundial. La divisió aviat va canviar el seu nombre de l'1 al 32, i el desembre de 1935 es va desplegar a Líbia per substituir les unitats desplegades per a la Segona Guerra Italo-Etíop. L'agost de 1936 va tornar a Trento i l'1 de novembre del mateix any el 116è Regiment d'Infanteria va ser dissolt i substituït pel 62è Regiment d'Infanteria "Sicilia" de la 8a Divisió d'Infanteria "Po". El 15 de maig de 1937 la divisió va traslladar el 115è Regiment d'Infanteria a la 62a Divisió d'Infanteria "Marmarica" i va rebre el 61è Regiment d'Infanteria "Sicilia" de la 8a Divisió d'Infanteria "Po". El 2 de gener de 1939 la divisió va canviar el seu nom a 102a Divisió Motoritzada «Trento» i en la mateixa data els regiments d'infanteria 61 i 62, i el 46 Regiment d'artilleria van canviar el seu nom per «Trento». El 22 de gener de 1939 la divisió va afegir el 7è Regiment de Bersaglieri amb seu a Bolzano.

### Segona Guerra Mundial
El 10 de juny de 1940 Itàlia va entrar a la Segona Guerra Mundial i va envair França. La Trento va ser assignat a l'Exèrcit del Po com a reserva. El març de 1941 la divisió va desembarcar a Líbia per a la Campanya del Desert Occidental. Mentre la divisió es trobava a Líbia, els seus dipòsits de regiment van aixecar les unitats d'infanteria i artilleria de la 103a Divisió d'Infanteria "Piacenza", que va ser activada el 15 de març de 1942.

#### Campanya del desert occidental
El desembre de 1940, la Força Britànica del Desert Occidental va iniciar l'Operació Compàs per expulsar el Desè Exèrcit italià d'Egipte. L'ofensiva britànica va resultar en la destrucció del 10è Exèrcit italià i la conquesta de Cirenaica. A partir del gener de 1941 Itàlia i Alemanya van enviar reforços a la Líbia italiana per reforçar el Cinquè Exèrcit italià i aturar l'ofensiva britànica. La Trento va rebre l'ordre de dirigir-se al nord d'Àfrica el març de 1941 i es va reunir a Misrata.
L'abril de 1941 els Trento van participar en el contraatac de l'Eix, que va obligar les forces britàniques i de la Commonwealth a retirar-se. El 10 d'abril la Trento va arribar a Marsa al-Brega, el 12 d'abril a Derna i el 13 la divisió va arribar a Ain el Gazala. El 15 d'abril la divisió va derrotar les forces britàniques a Acroma.
Mentre la 9a Divisió d'Infanteria australiana va retrocedir al port fortificat de Tobruk, les forces britàniques i altres de la Commonwealth es van retirar 100 milles (160 km) més a l'est fins a Sollum, a la frontera líbia-egípcia. Aquests moviments van iniciar el setge de Tobruk de 240 dies . El 20 d'abril de 1941 la Trento es va reunir a Bu Amud a l'est de Tobruk per al setge. El 30 d'abril el 62è Regiment d'Infanteria «Trento» es va separar de la divisió i enviat al sector Bardia-Sollum més a l'est, mentre que la resta dLa Trento va romandre a Tobruk.

##### Operacions Brevetat i Destral de Guerra
El 15 de maig de 1941 el XIII Cos britànic va llançar l'operació Brevetat. L'objectiu de l'operació era netejar el pas d'Halfaya i assegurar diversos punts d'accés per crear condicions avantatjoses des de les quals llançar l'operació Destral de Guerra. La principal oposició de l'Eix va ser el Kampfgruppe von Herff, que incloïa un batalló del 62è Regiment d'Infanteria «Trento».Després d'un dia de lluita no concloent, les forces britàniques van prendre el control del pas. Es desconeix el total de víctimes italianes durant l'operació, tot i que almenys 347 homes van ser fets presoners durant l'operació. Les forces alemanyes van recuperar el pas el 27 de maig de 1941 durant l'operació Skorpion.
El 15 de juny de 1941 el 62è Regiment d'Infanteria «Trento» va ser atacat per les forces britàniques durant l' operació Destral de Guerra. El regiment va haver d'abandonar les seves posicions al Pas de Halfaya i Fort Capuzzo, però les forces germanoitalianes van recuperar les posicions perdudes en ferotges contraatacs els dies 17 i 18 de juny de 1941. El setembre de 1941, la Trento es va reorganitzar com a divisió Tipo AS 1942.

##### Operació Croat
El 18 de novembre de 1941 el Vuitè Exèrcit britànic va llançar l'operació Croat per alleujar el setge de Tobruk. La Trento, que juntament amb la 17a Divisió d'Infanteria "Pavia", la 25a Divisió d'Infanteria "Bologna" i la 27a Divisió d'Infanteria "Brescia" van formar el XXI Cos d'Exèrcit italià , va ser atacada pels defensors de Tobruk i les puntes de llança britàniques que arribaven d'Egipte. El 7 de desembre les forces britàniques van pressionar la seva ofensiva i el 9 de desembre la Trento va haver de retrocedir cap a Ain el Gazala. El 10 de desembre de 1941 els britànics van aixecar el setge de Tobruk. El 14 de desembre La Trento va començar a retirar-se, arribant a Ajdabiya el 23 de desembre. El 29 de desembre de 1941 el 7è Regiment de Bersaglieri de la divisió va abandonar la divisió i es va convertir en un actiu del cos del XXI Cos d'exèrcit italià.
Després de reorganitzar-se a El Agheila, el Grup Panzer Àfrica alemany-italià va contraatacar el 21 de gener de 1942 i va fer tornar les forces britàniques a Ain el Gazala.

##### Batalla de Gazala

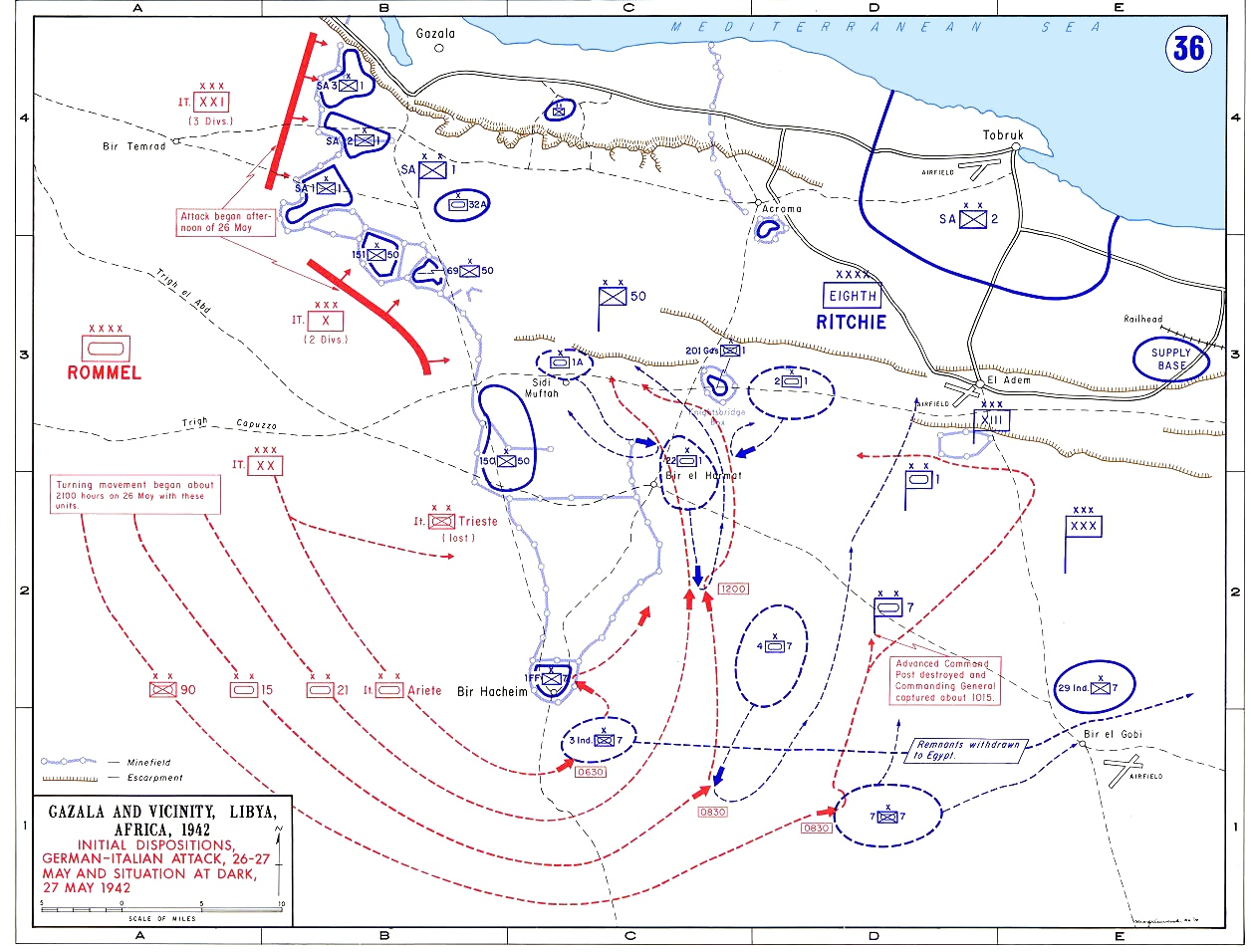
Línies d'atac de la batalla de Gazala

El 26 de maig de 1942 les forces de l'Eix van començar la batalla de Gazala. El pla era que les divisions blindades i motoritzades fessin un atac de flanqueig dret, mentre que els cossos XXI i X italians, que incloïa la Trento, avançarien paral·lels a la carretera de la costa. El primer dia de la batalla, la Trento va atacar la 1a divisió d'infanteria sud-africana a Bir Belabat i va prendre la posició l'endemà. El 15 de juny les forces britàniques van abandonar la línia de Gazala i la Trento va perseguir les forces de la Commonwealth en retirada, capturant 6.000 presoners el 16 de juny.
El 20 de juny de 1942 La Trento va arribar a Acroma als afores del perímetre de Tobruk. La divisió va girar al voltant dels defensors britànics a Tobruk i va perseguir les forces britàniques que es retiraven cap a Egipte. El 25 de juny La Trento va arribar a Bardia, Sollum i Sidi Barrani.

##### Batalles d'El Alamein

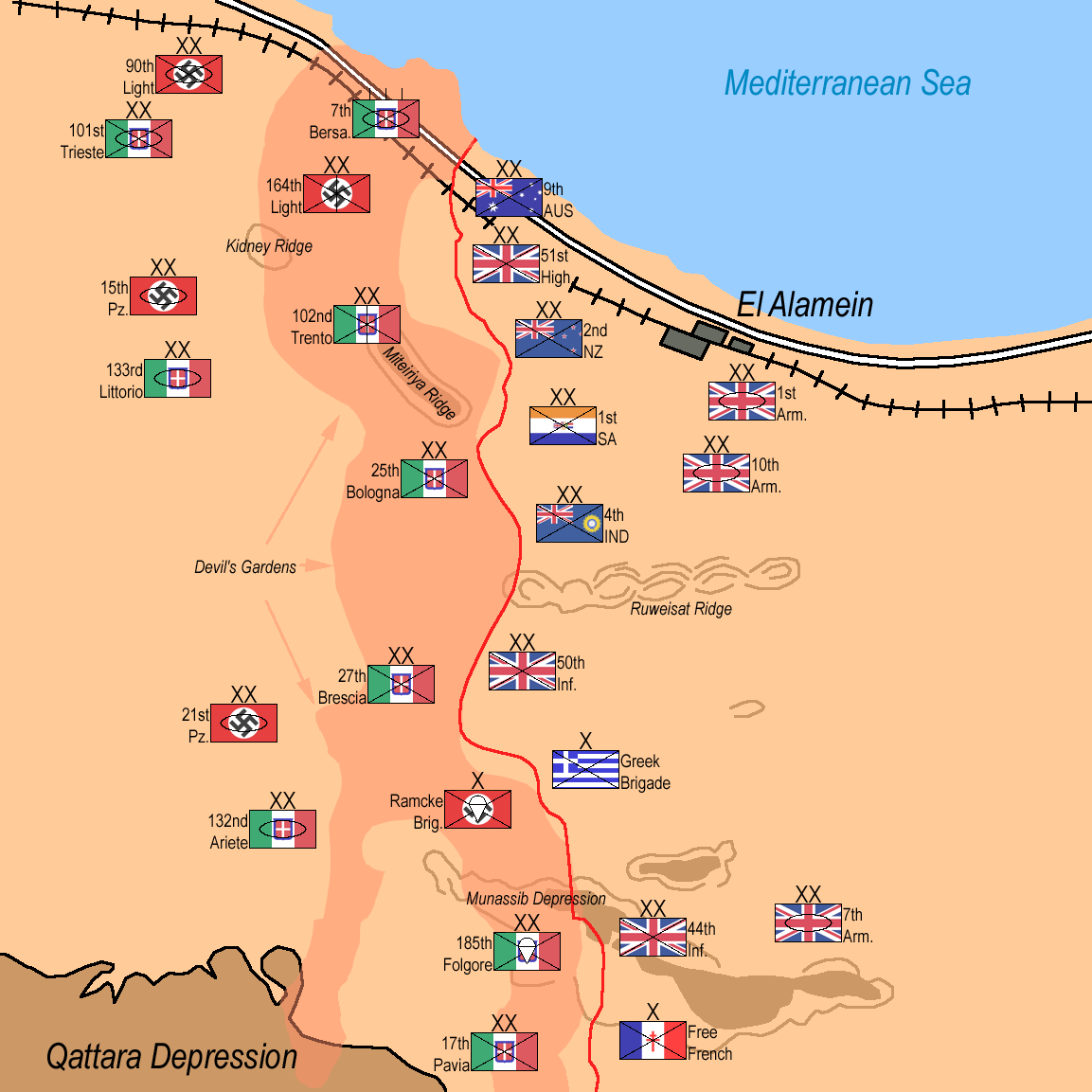
Segona batalla d'El Alamein: ubicacions de la divisió abans de la batalla

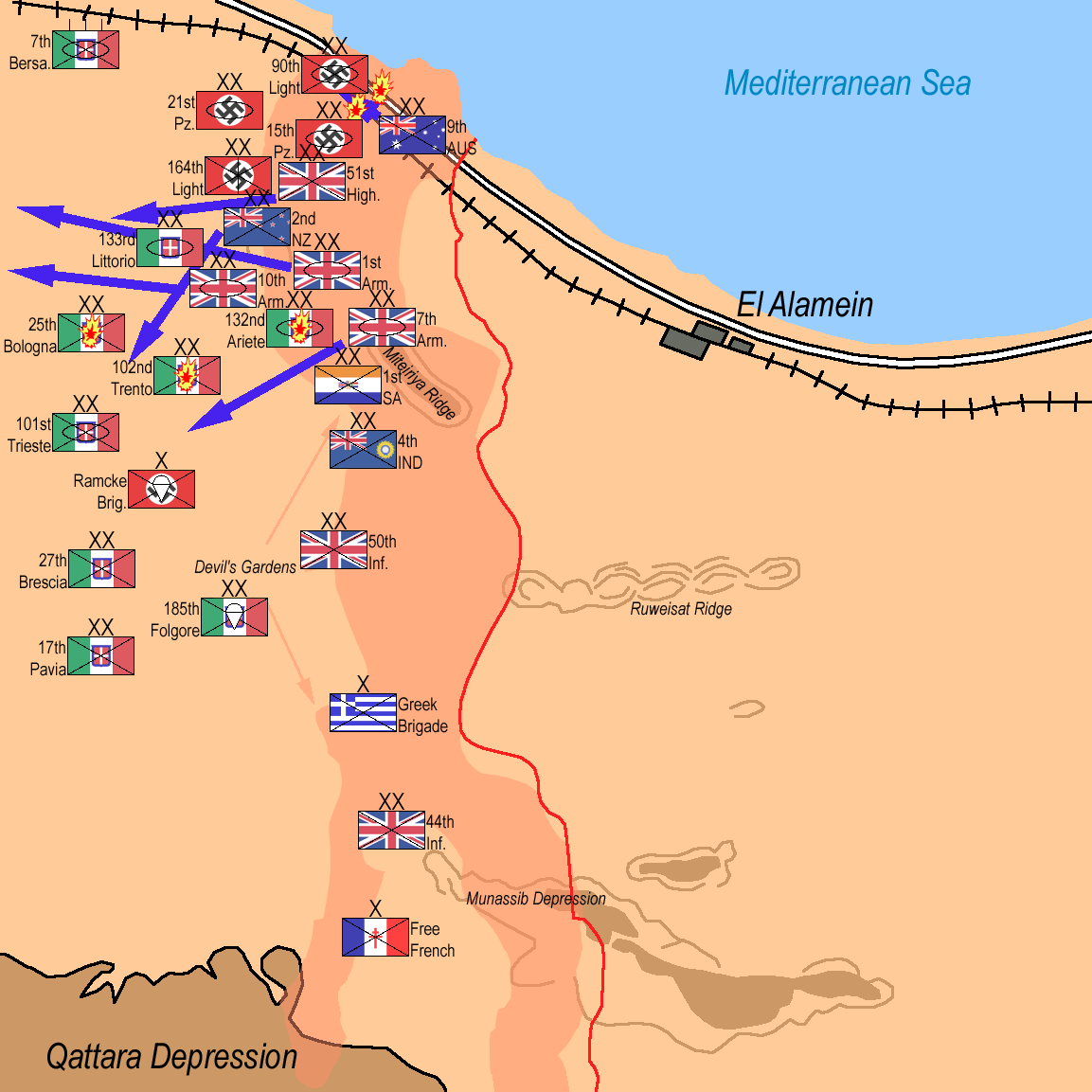
Segona batalla d'El Alamein: les forces aliades s'estrenen a les 7 del matí del 4 de novembre; les divisions Trento, Bolongna i Ariete van ser destruïdes

Des del 26 de juny de 1942, La Trento es va enfrontar a la batalla de Mersa Matruh. El 27 de juny la divisió va començar el seu atac a Mersa Matruh, que va caure el 29 de juny. L'1 de juliol de 1942 la Trento va arribar a la zona d'El Alamein i l'endemà es va unir a la Primera Batalla d'El Alamein. El 2 de juliol, la Trento es va desplegar al pas de Miteirya, on va ser sorpresa per un atac britànic. La Trento va fer una defensa tenaç a Miteirya, retardant l'avanç aliat durant diverses hores i permetent a una força de reconeixement blindada italiana llançar un contraatac devastador. Malgrat els nous atacs britànics després del 10 de juliol, Trento va aconseguir mantenir les seves posicions a Miteirya fins al final de la batalla el 27 de juliol.
El 30 d'agost de 1942 les forces de l'Eix van llançar la batalla d'Alam el Halfa amb l'objectiu de flanquejar la posició britànica a El Alamein. La Trento va atacar les posicions de la 9a divisió australiana i la 1a divisió d'infanteria sud-africana per fixar les divisions al seu lloc, mentre que la força principal de l'Eix atacava més al sud. El 5 de setembre de 1942, les forces de l'Eix havien retrocedit a les seves posicions inicials i van començar a excavar per a l'esperat contraatac britànic.
Els britànics van començar la Segona Batalla d'El Alamein el 23 d'octubre de 1942 i la Trento, que estava situat al pas de Miteirya va ser atacat per la 2a Divisió neozelandesa i la 10a Cuirassada el 24 d'octubre. El 25 d'octubre els aliats havien trencat els camps de mines i es van enfrontar a Trento al cim del pas de Miteiriya. Aleshores, la Trento havia perdut la meitat de la seva infanteria i la major part de la seva artilleria a causa dels incessants atacs aeri i d'artilleria britànica. L'intens combat va continuar fins al 4 de novembre quan el general Erwin Rommel va ordenar que les seves divisions es retiressin. No obstant això, la Trento i la 132a Divisió Cuirassada "Ariete" van ser envoltades per les forces britàniques a Bir el Abd i destruïdes. La Trento es va declarar perduda a causa dels esdeveniments bèl·lics el 25 de novembre de 1942.

## Organització
- 102a Divisió Motoritzada «Trento», a Trento[1][2]
  - 61è Regiment d'Infanteria Motoritzada «Trento»,[a] a Trento[4]
    - Companyia de comandament
    - 3× batallons de fusellers
    - Companyia d'Armes de Suport (canons de suport d'infanteria 65/17)
    - Companyia de morters (morters 81mm mod. 35 )

  - 62è Regiment d'Infanteria Motoritzada «Trento»,[b] a Trento[5]
    - Companyia de comandament
    - 3× batallons de fusellers
    - Companyia d'Armes de Suport (canons de suport d'infanteria 65/17)
    - Companyia de morters (morters 81mm mod. 35)

  - 7è Regiment de Bersaglieri, a Bolzano (transferit el 29 de desembre de 1941 al XXI Cos d'Exèrcit )[20]
    - Companyia de comandament
    - VIII Batalló de Motociclistes Bersaglieri (reorganitzat com a VIII Batalló d'Armes de Suport Bersaglieri el setembre de 1941)
    - X Batalló Bersaglieri autotransportat
    - XI Batalló Bersaglieri autotransportat
    - 7a companyia antitanc (canons antitanc 47/32; va entrar al XXI Batalló d'Armes de Suport Bersaglieri el setembre de 1941)
    - 156a Companyia Bersaglieri Motociclista Company (formada el setembre de 1941)

  - 46è Regiment d'Artilleria «Trento», a Trento[21]
    - Unitat de comandament
    - Grup I (obusos 100/17 mod. 14)
    - II Grup (obusos 100/17 mod. 14; es va incorporar al regiment la primavera de 1941)
    - III Grup (canons de camp 75/27 mod. 06)
    - IV Grup (canons de camp 75/27 mod. 06)
    - 412a bateria antiaèria (canons antiaeris 20/65 mod. 35)
    - 414a bateria antiaèria (canons antiaeris 20/65 mod. 35)
    - Unitat de Municions i Subministraments

  - Batalló de metralladores DLI (reformat com a Batalló d'Armes de Suport DLI el setembre de 1941)
  - LI Batalló Mixt d'Enginyers
  - 51a Secció Mèdica
    - 57th Hospital de Campanya
    - 897th Hospital de Camp

  - 51st Secció de Subministraments
  - 9th Secció de Transports
  - 204th Secció de Transports (4a Divisió CC.NN. Unitat "3 Gennaio" , unida a la Trento al nord d'Àfrica)
  - 68th Secció de Flequers
  - 160th Secció de Carabiners
  - 161st Secció de Carabiners
  - 109th Oficina de Correus de Camp

Adscrit a la divisió des de gener de 1941:
- 102a companyia antitanc (canons antitanc 47/32; va entrar al Batalló d'Armes de Suport DLI el setembre de 1941)
- 104a companyia antitanc (canons antitanc 47/32; va entrar al Batalló d'Armes de Suport DLI el setembre de 1941)
- 106a companyia antitanc (canons antitanc 47/32; va entrar al Batalló d'Armes de Suport DLI el setembre de 1941)

Adscrit a la divisió des de setembre de 1941:
- LXI Batalló de metralladores

Adscrit a la divisió des de març de 1941:
- XLIII Grup antiaeri/antitanc (canons antiaeri (75/50)

Adjunt a la divisió des d'octubre de 1942 i durant la Segona Batalla d'El Alamein:
- IV Batalló antitanc "Granatieri di Sardegna" (canons antitanc 47/32)
- Grup d'Artilleria CCLIV Guardia alla Frontiera (canons de camp 77/28)
- Grup d'Artilleria CCCLV Guardia alla Frontiera (canons de camp 77/28)

## Honors militars
Per la seva conducta durant la campanya del desert occidental, el President d'Itàlia va atorgar el 7 d'abril de 1949 al 7è Regiment de Bersaglieri el més alt honor militar d'Itàlia, la Medalla d'Or al Valor Militar.
- 7è Regiment de Bersaglieri el 7 d'abril de 1949[22]

## Oficials al comandament
Els comandants de la divisió van ser:
- Generale di Divisione Luigi Nuvoloni (1939 - 25 d'agost de 1941)
- Generale di Divisione Giuseppe De Stefanis (26 d'agost de 1941 - 25 de desembre de 1941)
- Generale di Brigata Giacomo Lombardi (en funcions, 26-31 de desembre de 1941)
- Generale di Divisione Giuseppe De Stefanis (1-19 de gener de 1942)
- Generale di Brigata Carlo Gotti (20 de gener de 1942 - 17 de febrer de 1942)
- Generale di Brigata Francesco Scotti (18 de febrer de 1942 - agost de 1942)
- Generale di Brigata Giorgio Masina (agost de 1942 - 25 de novembre de 1942, presoner de guerra)